# 월곶초등학교
월곶초등학교는 대한민국 경기도 김포시 월곶면 군하리에 있는 공립 초등학교이다.

## 학교 연혁
| 1908년 | 4월 10일  | 분진학당 설립(설립자: 이동휘, 갈형대/교사: 분진관, 향교 명륜당) |
| 1910년 | 9월 1일   | 통진공립보통학교(4년제) 개교설립인가 4월 1일                    |
| 1938년 | 4월 1일   | 통진공립심상소학교로 교명 변경                                  |
| 1941년 | 4월 1일   | 월곳공립국민학교로 교명 변경                                    |
| 1946년 | 2월 16일  | 문수국민학교, 서암국민학교 분리                                 |
| 1952년 | 7월 1일   | 현 위치로 이전                                                  |
| 1966년 | 3월 1일   | 개곡국민학교 분리                                               |
| 1970년 | 3월 1일   | 옹정국민학교 분리                                               |
| 1981년 | 3월 10일  | 병설유치원 개원                                                 |
| 1991년 | 2월 4일   | 급식소 준공                                                     |
| 1995년 | 3월 1일   | 문수국민학교 통폐합                                             |
| 1996년 | 3월 1일   | 월곳초등학교로 개칭                                             |
| 1997년 | 1월 27일  | 월곶초등학교로 개칭                                             |
| 2002년 | 6월 28일  | 급식소 개축 완료                                                |
| 2004년 | 4월 28일  | 다목적교실 및 도서관 개관                                       |
| 2005년 | 11월 10일 | 학교숲 가꾸기 준공                                              |
| 2008년 | 9월 7일   | 개교 100주년 기념 행사                                          |
| 2009년 | 9월 1일   | 제31대 박정태 교장 취임                                         |
| 2010년 | 6월 20일  | 보금자리 교실 준공                                              |
| 2010년 | 6월 20일  | Wee-Class교실 준공                                              |
| 2011년 | 3월 1일   | 온종일 돌봄교실 준공                                            |
| 2012년 | 2월 15일  | 제98회 졸업식(누계 6,974명)                                     |
| 2012년 | 3월 1일   | 초등 7학급, 특수학급 3학급, 유치원 1학급 편성                   |
| 2013년 | 3월 1일   | 초등 6학급, 특수학급 3학급, 유치원 1학급 편성                   |
| 2014년 | 3월 1일   | 초등 6학급, 특수학급 3학급, 유치원 1학급 편성                   |
| 2015년 | 3월 1일   | 초등 6학급, 특수학급 3학급, 유치원 1학급 편성                   |

## 참고 자료
- 월곶초등학교 - 한국교육학술정보원 학교알리미